# Vuelta al Lago Qinghai 2017
La 16.ª edición de la Vuelta al Lago Qinghai se celebró entre el 16 y el 29 de julio de 2017 con inicio en la ciudad de Ledu y final en la ciudad de Lanzhou en República Popular China. El recorrido inicial planeado consistió de 13 etapas sobre una distancia de 2042 km, sin embargo la etapa 11 fue cancelada debido a lluvias por lo que el recorrido final fue de 12 etapas sobre una distancia total de 1802 km.
La carrera hizo parte del circuito UCI Asia Tour 2017 dentro de la categoría 2.HC y fue ganada por el ciclista venezolano Jonathan Monsalve del equipo Qinghai Tianyoude. El podio lo completaron el ciclista colombiano Mauricio Ortega del equipo RTS-Monton Racing y el ciclista alemán Björn Thurau del equipo Kuwait-Cartucho.es

## Equipos participantes
Tomaron la partida un total de 22 equipos, de los cuales 2 fueron de categoría Profesional Continental y 20 Continentales, quienes conformaron un pelotón de 145 ciclistas de los cuales terminaron 103.
| Equipos continentales profesionales (2)- Nippo-Vini Fantini - Wilier Triestina-Selle Italia Equipos continentales (20)- Adria Mobil - Attaque Team Gusto - Bike Aid - China Continental Team of Gansu Bank - Kolss - Kuwait-Cartucho.es - Meridiana Kamen - Minsk Cycling Club - Monkey Town Continental - Ningxia Sports Lottery-Livall - Qinghai Tianyoude - RTS-Monton Racing - St George Continental Cycling Team - Start-Vaxes Cycling Team - Synergy Baku Project - CCB Velotooler - Terengganu Cycling Team - Torku Şekerspor - Team Ukyo - Vino-Astana Motors |
| |

## Recorrido
| Etapa      | Fecha       | Recorrido                   | type                   | Distancia (km) | Ganador            | Líder             |
| ---------- | ----------- | --------------------------- | ---------------------- | -------------- | ------------------ | ----------------- |
| 1.ª etapa  | 16 de jul   | Ledu – Xining               | etapa escarpada        | 153            | Jon Aberasturi     | Jon Aberasturi    |
| 2.ª etapa  | 17 de jul   | Xining – Xining             | etapa llana            | 115            | Dušan Rajović      | Dušan Rajović     |
| 3.ª etapa  | 18 de jul   | Duoba – Guide County        | etapa de montaña       | 133            | Stanislau Bazhkou  | Stanislau Bazhkou |
| 4.ª etapa  | 19 de jul   | Guide County – Lago Qinghai | etapa de media montaña | 159            | Ahmet Örken        | Davide Mucelli    |
| 5.ª etapa  | 20 de jul   | Lago Qinghai – Gangcha Dasi | etapa escarpada        | 185            | Jon Aberasturi     | Davide Mucelli    |
| 6.ª etapa  | 21 de jul   | Qilian – Montañas Qilian    | etapa de montaña       | 65             | Damiano Cunego     | Yonathan Monsalve |
| 7.ª etapa  | 22 de jul   | Qilian – Menyuan            | etapa de media montaña | 169            | Mykhailo Kononenko | Yonathan Monsalve |
| 8.ª etapa  | 23 de jul   | Menyuan – Ping'an           | etapa de media montaña | 224            | Oleksandr Polivoda | Yonathan Monsalve |
| 9.ª etapa  | 24 de jul   | Ping'an – Ciudad de Linxia  | etapa escarpada        | 235            | Oleksandr Polivoda | Yonathan Monsalve |
|            | 25 de julio | Día de descanso             | Día de descanso        |                |                    |                   |
| 10.ª etapa | 26 de jul   | Songming – Dingxi           | etapa escarpada        | 148            | Ahmet Örken        | Yonathan Monsalve |
| 11.ª etapa | 27 de jul   | Tianshui – Pingliang        | etapa escarpada        | 240            | etapa cancelada    | Yonathan Monsalve |
| 12.ª etapa | 28 de jul   | Yinchuan – Yinchuan         | etapa llana            | 105            | Nicolas Marini     | Yonathan Monsalve |
| 13.ª etapa | 29 de jul   | Lanzhou – Lanzhou           | etapa llana            | 111            | Yevgeniy Gidich    | Yonathan Monsalve |

## Clasificaciones
Las clasificaciones finalizaron de la siguiente forma:

### Clasificación general
| \| Clasificación general \| Clasificación general \| Clasificación general \| Clasificación general \| Clasificación general \| \| Ciclista \| Ciclista \| Equipo \| Tiempo \| \| \| --------------------- \| --------------------- \| ----------------------------- \| --------------------- \| --------------------- \| \| 1.º \| Yonathan Monsalve \| Qinghai Tianyoude \| 41 h 19 min 30 s \| \| \| 2.º \| Mauricio Ortega \| RTS-Monton Racing \| + 20 s \| \| \| 3.º \| Björn Thurau \| Kuwait-Cartucho.es \| + 24 s \| \| \| 4.º \| Ilia Koshevoy \| Wilier Triestina-Selle Italia \| + 1 min 22 s \| \| \| 5.º \| Radoslav Rogina \| Adria Mobil \| + 2 min 24 s \| \| \| 6.º \| Damiano Cunego \| Nippo-Vini Fantini \| + 3 min 45 s \| \| \| 7.º \| Luca Chirico \| Torku Şekerspor \| + 4 min 21 s \| \| \| 8.º \| Serhi Lahkuti \| Kolss \| + 4 min 35 s \| \| \| 9.º \| Davide Mucelli \| Meridiana Kamen \| + 6 min 47 s \| \| \| 10.º \| Jacopo Mosca \| Wilier Triestina-Selle Italia \| + 8 min 49 s \| \| |                   |                               |                  |
| |                   |                               |                  |
| Fuente: ProCyclingStats |                   |                               |                  |
| Clasificación general |                   |                               |                  |
| Ciclista | Ciclista          | Equipo                        | Tiempo           |
| 1.º | Yonathan Monsalve | Qinghai Tianyoude             | 41 h 19 min 30 s |
| 2.º | Mauricio Ortega   | RTS-Monton Racing             | + 20 s           |
| 3.º | Björn Thurau      | Kuwait-Cartucho.es            | + 24 s           |
| 4.º | Ilia Koshevoy     | Wilier Triestina-Selle Italia | + 1 min 22 s     |
| 5.º | Radoslav Rogina   | Adria Mobil                   | + 2 min 24 s     |
| 6.º | Damiano Cunego    | Nippo-Vini Fantini            | + 3 min 45 s     |
| 7.º | Luca Chirico      | Torku Şekerspor               | + 4 min 21 s     |
| 8.º | Serhi Lahkuti     | Kolss                         | + 4 min 35 s     |
| 9.º | Davide Mucelli    | Meridiana Kamen               | + 6 min 47 s     |
| 10.º | Jacopo Mosca      | Wilier Triestina-Selle Italia | + 8 min 49 s     |

### Clasificación por puntos
| Clasificación por puntos | Clasificación por puntos | Clasificación por puntos | Clasificación por puntos | Clasificación por puntos |
| Ciclista                 | Ciclista                 | Equipo                   | Puntos                   |                          |
| ------------------------ | ------------------------ | ------------------------ | ------------------------ | ------------------------ |
| 1.º                      | Ahmet Örken              | Torku Şekerspor          | 102 pts                  |                          |
| 2.º                      | Yevgeniy Gidich          | Vino-Astana Motors       | 99 pts                   |                          |
| 3.º                      | Eduard-Michael Grosu     | Nippo-Vini Fantini       | 78 pts                   |                          |
| 4.º                      | Jon Aberasturi           | Team Ukyo                | 68 pts                   |                          |
| 5.º                      | Davide Mucelli           | Meridiana Kamen          | 66 pts                   |                          |
| 6.º                      | Meron Teshome            | Bike Aid                 | 53 pts                   |                          |
| 7.º                      | Stanislau Bazhkou        | Minsk Cycling Club       | 52 pts                   |                          |
| 8.º                      | Vitaliy Buts             | Kolss                    | 52 pts                   |                          |
| 9.º                      | Nicolas Marini           | Nippo-Vini Fantini       | 46 pts                   |                          |
| 10.º                     | Mykhailo Kononenko       | Kolss                    | 45 pts                   |                          |

### Clasificación de la montaña
| Clasificación de la montaña | Clasificación de la montaña | Clasificación de la montaña   | Clasificación de la montaña | Clasificación de la montaña |
| Ciclista                    | Ciclista                    | Equipo                        | Puntos                      |                             |
| --------------------------- | --------------------------- | ----------------------------- | --------------------------- | --------------------------- |
| 1.º                         | Mauricio Ortega             | RTS-Monton Racing             | 22 pts                      |                             |
| 2.º                         | Radoslav Rogina             | Adria Mobil                   | 19 pts                      |                             |
| 3.º                         | Damiano Cunego              | Nippo-Vini Fantini            | 16 pts                      |                             |
| 4.º                         | Ilia Koshevoy               | Wilier Triestina-Selle Italia | 15 pts                      |                             |
| 5.º                         | Serhi Lahkuti               | Kolss                         | 14 pts                      |                             |
| 6.º                         | Francisco Colorado          | Ningxia Sports Lottery-Livall | 10 pts                      |                             |
| 7.º                         | Óscar Pachón                | RTS-Monton Racing             | 9 pts                       |                             |
| 8.º                         | Yonathan Monsalve           | Qinghai Tianyoude             | 9 pts                       |                             |
| 9.º                         | Jacopo Mosca                | Wilier Triestina-Selle Italia | 9 pts                       |                             |
| 10.º                        | Mykhailo Kononenko          | Kolss                         | 7 pts                       |                             |

### Clasificación por equipos
| Clasificación por equipos | Clasificación por equipos     | Clasificación por equipos | Clasificación por equipos |
| Equipo                    | Equipo                        | Tiempo                    |                           |
| ------------------------- | ----------------------------- | ------------------------- | ------------------------- |
| 1.º                       | Kuwait-Cartucho.es            | 124 h 18 min 53 s         |                           |
| 2.º                       | Kolss                         | + 12 min 54 s             |                           |
| 3.º                       | Meridiana Kamen               | + 13 min 30 s             |                           |
| 4.º                       | Adria Mobil                   | + 17 min 35 s             |                           |
| 5.º                       | Ningxia Sports Lottery-Livall | + 18 min 35 s             |                           |
| 6.º                       | RTS-Monton Racing             | + 26 min 30 s             |                           |
| 7.º                       | Monkey Town Continental       | + 30 min 51 s             |                           |
| 8.º                       | Wilier Triestina-Selle Italia | + 42 min 31 s             |                           |
| 9.º                       | Vino-Astana Motors            | + 47 min 37 s             |                           |
| 10.º                      | Bike Aid                      | + 49 min 49 s             |                           |

## Evolución de las clasificaciones
| Etapa                   | Vencedor                | Clasificación general | Clasificación por puntos | Clasificación de la montaña | Clasificación del mejor asiático | Clasificación por equipos     |
| ----------------------- | ----------------------- | --------------------- | ------------------------ | --------------------------- | -------------------------------- | ----------------------------- |
| 1.ª                     | Jon Aberasturi          | Jon Aberasturi        | Jon Aberasturi           | Nazim Bakirci               | Maral-erdene Batmunkh            | Wilier Triestina-Selle Italia |
| 2.ª                     | Dušan Rajović           | Dušan Rajović         | Dušan Rajović            | Nazim Bakirci               | Zhishan Zhang                    | Wilier Triestina-Selle Italia |
| 3.ª                     | Stanislau Bazhkou       | Stanislau Bazhkou     | Dušan Rajović            | Ilia Koshevoy               | Yevgeniy Gidich                  | Ningxia Sports Lottery-Livall |
| 4.ª                     | Ahmet Örken             | Davide Mucelli        | Ahmet Örken              | Ilia Koshevoy               | Yevgeniy Gidich                  | Kuwait-Cartucho.es            |
| 5.ª                     | Jon Aberasturi          | Davide Mucelli        | Ahmet Örken              | Ilia Koshevoy               | Yevgeniy Gidich                  | Kuwait-Cartucho.es            |
| 6.ª                     | Damiano Cunego          | Jonathan Monsalve     | Ahmet Örken              | Mauricio Ortega             | Yevgeniy Gidich                  | Meridiana Kamen Team          |
| 7.ª                     | Mykhailo Kononenko      | Jonathan Monsalve     | Ahmet Örken              | Mauricio Ortega             | Yevgeniy Gidich                  | Meridiana Kamen Team          |
| 8.ª                     | Oleksandr Polivoda      | Jonathan Monsalve     | Ahmet Örken              | Mauricio Ortega             | Alexandr Shushemoin              | Kuwait-Cartucho.es            |
| 9.ª                     | Oleksandr Polivoda      | Jonathan Monsalve     | Ahmet Örken              | Mauricio Ortega             | Alexandr Shushemoin              | Kuwait-Cartucho.es            |
| 10.ª                    | Ahmet Örken             | Jonathan Monsalve     | Ahmet Örken              | Mauricio Ortega             | Alexandr Shushemoin              | Kuwait-Cartucho.es            |
| 11.ª                    | etapa cancelada         | Jonathan Monsalve     | Ahmet Örken              | Mauricio Ortega             | Alexandr Shushemoin              | Kuwait-Cartucho.es            |
| 12.ª                    | Nicolas Marini          | Jonathan Monsalve     | Ahmet Örken              | Mauricio Ortega             | Alexandr Shushemoin              | Kuwait-Cartucho.es            |
| 13.ª                    | Yevgeniy Gidich         | Jonathan Monsalve     | Ahmet Örken              | Mauricio Ortega             | Alexandr Shushemoin              | Kuwait-Cartucho.es            |
| Clasificaciones finales | Clasificaciones finales | Jonathan Monsalve     | Ahmet Örken              | Mauricio Ortega             | Alexandr Shushemoin              | Kuwait-Cartucho.es            |

## UCI World Ranking
La Vuelta al Lago Qinghai otorga puntos para el UCI Asia Tour 2017 y el UCI World Ranking, este último para corredores de los equipos en las categorías UCI ProTeam, Profesional Continental y Equipos Continentales. Las siguientes tablas son el baremo de puntuación y los corredores que obtuvieron puntos:
| Posición              | 1.º | 2.º | 3.º | 4.º | 5.º | 6.º | 7.º | 8.º | 9.º | 10.º | 11.º | 12.º | 13.º | 14.º | 15.º | 16.º-30.º | 31.º-40.º |
| Clasificación general | 200 | 150 | 125 | 100 | 85  | 70  | 60  | 50  | 40  | 35   | 30   | 25   | 20   | 15   | 10   | 5         | 3         |
| Por etapa             | 20  | 10  | 5   |     |     |     |     |     |     |      |      |      |      |      |      |           |           |
| Líder                 | 5   |     |     |     |     |     |     |     |     |      |      |      |      |      |      |           |           |

| Clasificación | Clasificación     | Clasificación                 | Clasificación | Clasificación | Clasificación | Clasificación |
| Posición      | Ciclista          | Equipo                        | General       | Etapa         | Líder         | Total         |
| ------------- | ----------------- | ----------------------------- | ------------- | ------------- | ------------- | ------------- |
| 1.º           | Jonathan Monsalve | Qinghi Tianyoude              | 200           | 10            | 30            | 240           |
| 2.º           | Mauricio Ortega   | RTS-Monton Racing             | 150           | -             | -             | 150           |
| 3.º           | Björn Thurau      | Kuwait-Cartucho.es            | 125           | -             | -             | 125           |
| 4.º           | Ilia Koshevoy     | Wilier Triestina-Selle Italia | 100           | -             | -             | 100           |
| 5.º           | Damiano Cunego    | Nippo-Vini Fantini            | 60            | 20            | -             | 80            |
| 6.º           | Radoslav Rogina   | Adria Mobil                   | 70            | -             | -             | 70            |
| 7.º           | Luca Chirico      | Torku Sekerspor               | 50            | 10            | -             | 60            |
| 8.º           | Davide Mucelli    | Meridiana Kamen               | 35            | 15            | 10            | 60            |
| 9.º           | Ahmet Örken       | Torku Sekerspor               | 3             | 55            | -             | 58            |
| 10.º          | Jon Aberasturi    | Ukyo                          | -             | 50            | 5             | 55            |